# きかんしゃトーマス
『きかんしゃトーマス』（Thomas & Friends）は、 鉄道模型及びCGアニメーションで制作された英国の幼児向けテレビ番組である。

## 概要
イギリスのウィルバート・オードリー牧師が1945年より創刊した『汽車のえほん』（原題：The Railway Series）を原作とする映像作品。1984年から英国で放送が始まった1番ゲージの鉄道模型を使用して撮影される人形劇、第13シリーズから3DCGアニメーションとして放送された幼児向けテレビ番組である。
イギリスのアイリッシュ海に浮かぶとされる架空の島ソドー島に敷かれた鉄道で働く、顔と意志を持った機関車たちと、それに関わる人々を描く。発表当時の英国鉄道における出来事や情勢を色濃く映した原作に対して、本作は当初からキャラクターコンテンツとしての側面がクローズアップされ、その一環として原作絵本では一機関車としてしか描かれていなかったトーマスを、明確な主人公と位置付けした上で制作されている。
1986年の第2シリーズ制作を皮切りに、以後も放送形態・制作会社・制作形態を変更しながらもシリーズは断続的ながら長期的に放送されており、世界的にも知名度の高い作品である。さらに幼年向け番組でありながら、撮影において使用される鉄道模型の緻密さ、キャラクターが実在の鉄道車両を基に設計されていることなどから、観点別で幅広い世代に評価されている。
1989年よりアメリカでもPBSの子供番組『シャイニング・タイム・ステーション』にてコーナードラマとして放映を開始し、日本では1990年よりフジテレビ系の子供向け番組『ひらけ!ポンキッキ』内のコーナードラマとして放送を開始した。2018年現在では世界185の地域で30ヶ国語以上の言葉に翻訳されて放送されている。
紆余曲折を経ながら30年を超える長寿シリーズに成長し、幼児向けキャラクターの定番として大量の商品が流通している。ビデオ/DVD化された番組自体をはじめ、絵本や玩具・日用品・衣料など、2007年現在で日本国内のきかんしゃトーマスのキャラクター商品の売上額は年間300億円に上る。

## 変遷

### 前史
1953年にBBCで鉄道模型を使用した『汽車のえほん』の映像化が試みられたが、余りに不出来な内容で第1巻「三だいの機関車」収録話『なさけないヘンリー』を放送しただけで打ち切られた。その後も1973年にはアメリカ資本・イギリス制作でアンドリュー・ロイド・ウェバーが中心になってミュージカル仕立てのセルアニメのテレビシリーズ化の目論見もあったが、当時のイギリス国外ではシリーズ制作に必要な時間と資金を投じるだけの人気がなかったこと、アンドリューが1976年上演ミュージカル『エビータ』を成功させ舞台制作に活動範囲を絞ることとなった為、頓挫した。

### 映像化確立から原作者の死後まで
1979年、蒸気機関車を特集したドキュメンタリーを製作していたイギリスの放送作家ブリット・オールクロフトがウィルバートと知り合い、『汽車のえほん』の映像化には否定的であったウィルバートを説き伏せる点から制作に奔走。セルアニメーションなどといった映像化方法の中から、予算の面も考慮した上で最も原作の良さを引き出せる映像化法が模索された。最終的に、かつて『サンダーバード』や『キャプテン・スカーレット』といった特撮人形劇に特殊効果スタッフとして携わったデヴィッド・ミットンの案によって鉄道模型を使用した人形劇としての映像化が決定された。デヴィッド・ミットンは第1シリーズから第7シリーズの監督を務めることとなる。その他、クイーンの前身となったバンド、スマイルのメンバーだったことでも知られるティム・スタッフェルが模型製作のチーフとして参加した。
原作絵本執筆当時の鉄道情勢や、ウィルバートが拘った実在するかのように設定される緻密な世界観は、幼児向け番組と言う枠組みの中でも出来る限り尊重された。1983年にパイロット版として原作第8巻「大きな機関車ゴードン」収録話『ちんぼつしたトーマス』を映像化した後に第1シリーズの製作へと移り、1984年10月9日からITVにて放映を開始した。ナレーターに元ビートルズのリンゴ・スターを起用するなど話題も呼び、シリーズ放送終了後に2度の英国アカデミー賞ノミネートを受けるなど、本作は高い評価を受けた。
しかし、テレビシリーズの放送に際しては、出版されたエピソードのみを映像化するという契約で成っていたため、第1シリーズの放送から2年後に制作された第2シリーズの時点で、原作不足という問題が浮上する。ウィルバートとその息子であるクリストファー・オードリーは、テレビシリーズのために新規の作品を書き下ろすなど、協力的な姿勢で本作に関わっていた。しかし第3シリーズにおいて、当時の技術や予算的な範囲で映像化可能な作品が遂に足りなくなってしまう。そこで1991年放送の第3シリーズでは、当時出版されていたマガジンシリーズ（マーベルUK発行）で連載されたオリジナルエピソードを流用して、ブリットとデヴィッド・ミットンが幾つかの物語を執筆し映像化したが、鉄道考証が全く成されていない内容にウィルバートは憤慨する。1994年放送の第4シリーズでは技術の向上により、かつては映像化不可能だった一部の作品群（こうざんてつどう・スカーローイ鉄道）が映像化可能となり、放送ラインナップの大半を占めることとなる。ブリットにより創作された作品は1話のみ挿入されたが、それにもウィルバートは不満の意を述べている。しかし、第4シリーズ放送後の1997年3月21日にウィルバートが死去、それに伴って先述の契約が改定されたため1998年放送の第5シリーズからはテレビオリジナル作品のみでの展開にシフトすることとなる。

### 原作者の死以降マテル買収まで
第3シリーズ及び第4シリーズの件もあって原作者の意向を重く受け止めたブリットは、第5シリーズの制作には鉄道関係者をアドバイザーに招き、実在の鉄道で実際に起こったことなどを脚本に反映する制作体制を執った。しかし、実際にはありえない突飛な演出やシナリオが極力抑えられていた第4シリーズ以前とは異なり、第5シリーズでは爆発や大掛かりな事故シーンなどスペクタクルシーンが増え、従来のシリーズとは異なる様相を呈した。第5シリーズ終了後の2000年には初の長編、劇場版である『きかんしゃトーマス 魔法の線路』が公開されるも商業成績は大失敗に終わり、次の第6シリーズ製作終了後にブリットは責任を取る形で制作から離れることとなった。その後2002年にクレイアニメのピングーなどの権利を保有していたイギリスのヒット・エンターテインメント社に本作の全資産を売却し、ヒット社の新たな制作体制の中で作品の鉄道考証は次第に薄くなっていく（後述）。
本作の原作『汽車のえほん』は元来から子供向け作品でありながら、執筆当時の英国の鉄道情勢なども風刺として描くと同時に、幼児には理解が難しい鉄道用語なども含んでいた。それらの要素が制作体制変更前はストーリー構成上必然的に原作の特徴の1つとしてシナリオ内に継承され続けたが、制作体制変更後となる2004年放送の第8シリーズ以降は、長期シリーズとなり世間への影響力がかつてよりも遥かに増大していることから幼児向け番組という立ち位置を明確にし、内容を就学前教育に特化した結果、従来以上に教養的なストーリーが採用されシナリオから鉄道考証は止めどなく剥離されてしまう。また、この頃から国際展開も積極的に行われるようになり、その影響でレギュラーメンバーに女性機関車のエミリーを追加したり、ソドー島の市長など一部の人間キャラクターを黒人にするなど、制作の中でポリティカル・コレクトネスがより意識されるようになった。また、番組開始当初から使用されていたテーマソングを変更するなど、イメージの刷新も行われた。後にこの第8シリーズ以降の作品と過去のオリジナルシリーズを区分する目的として、第1シリーズから第7シリーズまでをクラシックシリーズと呼称されるようになり、特に日本ではシリーズ別ではなく一括りにクラシックシリーズとしてDVDが数巻発売されている。
制作費用（模型や撮影ジオラマの維持費）や模型による表現方法の限界などの理由で、2008年公開の長編3作目「トーマスをすくえ!! ミステリーマウンテン」をもって完全な鉄道模型での製作が終了し、同年、3DCGモデリングされた機関車キャラクターの顔や人間キャラクターを、模型で撮影された映像にマッチムーブなどの技術でデジタル合成して製作された第12シリーズが公開された。このシリーズからカナダのCG制作会社ナイトロジェン・スタジオが製作に参加し、2009年公開の長編4作目「きかんしゃトーマス 伝説の英雄」からは同社によるフルCGアニメーション製作となる。このころから国際展開がさらに意識されるようになり、日本のマスターライセンス保有元であるソニー・クリエイティブプロダクツの要望により登場したヒロ（日本出身）やビクター（キューバ出身）などイギリス以外の外国出身車両が登場するようになった。この傾向は現在も続いており、特に後の長編12作では11台もの外国出身車両が登場している。

### マテル買収から現在に至るまで
2011年10月24日、アメリカの大手玩具メーカーマテル社がヒット・エンターテイメント社及び「きかんしゃトーマス」の権利を6億8000万ドル(約518億円)で買収したと発表する。それに伴い2年後に公開された長編8作目及び第17シリーズからヘッドライター（シリーズ構成）を始め製作陣が大きく変更された。CG製作会社もナイトロジェン・スタジオからアーク・プロダクション（後に経営破綻によりカナダのジャムフィルド・トロント社に買収）に移り、第5シリーズ以来鉄道アドバイザーが復活した。
長編8作目からヘッドライターに就いたアンドリュー・ブレナーは先述のマガジンシリーズ連載エピソードを手掛けた実績を持ち、いくつかの物語はクラシックシリーズ（第3シリーズなど）のエピソードの原案になっている。ブレナー自身が作品のファンであったことや、鉄道アドバイザーの再起用により、作品の雰囲気がクラシックシリーズに近いものとなり、第17シリーズ以降は原作を意識したストーリー展開や映像化が見送られていた原作エピソードの映像化、原作の設定に基づいた路線・ロケーションの登場など、原作を尊重した展開が行われた。新規キャラクターもモデルとなった車両の性能・経歴を考慮した設定が取り入れられるなど、実在車両の要素を巧く物語に取り入れている。
2018年放送の第22シリーズより国際連合と連携し、レギュラーメンバーにアフリカ出身の女性機関車ニア、イギリス出身の女性機関車レベッカの2台を導入（これに伴いテレビシリーズ開始当初からレギュラーだったエドワードとヘンリーとトビーを準レギュラーに降格）、レギュラーキャラクターの男女比を4:3にすることでジェンダーバランスを調整し、トーマスが世界各国を周るエピソードを設けるなど、より国際的なコンテンツの成長を意識した展開が行われている。
2021年放送の第25シリーズよりコーラス・エンターテイメントグループのアニメーション製作会社ネルバナと提携。共同制作し、従来の3Dアニメーションから2Dアニメーションへ変更された。作品へのアプローチ、及びシリーズ全体を現代化し、往年のシリーズの形から大きく変化したことから本シリーズはリブート扱いとなった。
詳細は「きかんしゃトーマス (2021年のアニメ)」を参照。
シーズン毎の詳しい変遷の解説は「きかんしゃトーマス シーズン毎制作史」を参照。

## 日本での歴史

### 日本上陸からフジテレビでの放送終了まで（1990年 - 2007年）
1980年代後半にフジテレビ系の幼児向け長寿番組『ひらけ!ポンキッキ』の放映尺を埋める為のコーナーを検討されていた頃、当時フジテレビで編成部長を務めていた重村一がイギリスのロンドンへ渡った際に本作を紹介されたことに端を発する。『ひらけ!ポンキッキ』内での放映のみでは日本語版製作費が下りなかった為、ポニーキャニオンと共にVHSビデオをリリースするという条件を付けた上で放映の交渉、準備が進められた。オリジナルの英国版では当時ナレーターの一人芝居（語り）により物語が進行する演出が採られていたが、登場するキャラクターの数や日本の感性を考慮し日本語吹替え版においては個々のキャラクターに声優を充てることとなった。吹き替え版演出は『ひらけ!ポンキッキ』のディレクターであった菅野温夫が務めることとなり、菅野を中心にキャスティングオーディションも行われた。
その後、キャストに当時人気があった俳優森本レオや戸田恵子が起用されることとなり、本国の放映開始から約6年経った1990年10月4日より、日本でも『ひらけ!ポンキッキ』内で放送を開始させた。放送開始当時のタイトルは『ブリット・オールクロフトのきかんしゃトーマス』であったが、番組内でも主として『きかんしゃトーマス』または『きかんしゃトーマスとなかまたち』というタイトルで呼称された。その後もイギリスの撮影現場に実際に出向いた企画をポンキッキの特番として放送、1991年より制作された第3シリーズには制作協力としても参加するなど積極的に本国との関係を構築し、番組内でも特に人気なコーナーとして本作の名が知られるようになる。
1990年11月からは幼児雑誌めばえやベビーブック、幼稚園にて連載が開始され、一時期講談社の幼児雑誌「おともだち」に連載され、1991年以降は日本国内のマスターライセンスをソニー・ミュージックエンタテインメントの子会社であるソニー・クリエイティブプロダクツ（これ以下ソニーCP）が取得し、テレビ放映・ビデオ販売以外のマーケティングを同社が請負うようになった。これにより絵本の創刊、玩具などの関連グッズの生産ラインが拡大し、これらが功を奏し本作は日本でも認知度を上げ成功を収める。
1998年には富士急ハイランド内に世界初となる『きかんしゃトーマス』のミニテーマパーク『トーマスランド』も開園し、さらに車内外にキャラクターがデザインされた『トーマスランド号』も運行を開始した。
フジテレビは1993年9月に『ひらけ！ポンキッキ』を放送終了後もポンキッキシリーズに放送を移行しながら本作の放送を継続し、1998年にはポニーキャニオンと共同でパソコンゲーム『きかんしゃトーマスとなかまたち マジカルアドベンチャー』を発売するなどビデオ以外のメディアの製作にも着手する。2000年代に入るとフジテレビの子会社となったフジテレビKIDSが日本語版の制作を行う体制に移り、第6シリーズから第8シリーズまでフジテレビKIDSが制作し、フジテレビにて放送された。
『きかんしゃトーマス』が親番組としていた地上波放送の「ポンキッキシリーズ」は2007年3月に放送を終了。第8シリーズは全26話中25話、1話未放送作品を残しての放送終了だった。その後はBSフジの『トーマスくらぶ』、CSの『チルドレンタイム きかんしゃトーマス』で放送を継続したが、同年10月にフジテレビKIDSは事業方針の変更により所持していた海外番組の放送版権を全て返上することを決定。これに伴い先述のBSやCSでの番組も放送を終了し、すべての版権はマスターライセンスを持つソニーCPに返上されたが、フジテレビジョンの吹き替え音源及び映像は今後も使用されることとなる。フジテレビは最終的に『きかんしゃトーマス』日本語吹替版を第1シリーズから第8シリーズまで制作した。

### フジテレビでの放送終了後からテレビ東京での放送終了まで（2008年 - 2011年）
以降の日本でのメディア展開はソニーCPが行うこととなる。2008年から第9シリーズが小学館集英社プロダクションが制作しテレビ東京系列にて放送されていた『のりスタ!』のコーナードラマとして放送が開始された。引き続きステレオ放送となっている。
制作元と放映元の意向により、キャスティングが刷新されている。キャスティング協力は青二プロダクションに代わって81プロデュースが参加することとなる。フジテレビでの放送開始時同様、メインキャラクターも含め、キャスティングはオーディションにより決定された。
『のりスタシリーズ』での放送は2011年まで継続。フジテレビでのポンキッキシリーズ終了時同様、親番組の番組改編を理由に地上波から姿を再度消すことになり、民放局でのシリーズ放送は最後となった。テレビ東京では前述の第9シリーズから、第12シリーズを除く第13シリーズまでの4シリーズを放送した。

### テレビ東京での放送終了後から現在のNHK Eテレでの放送まで（2012年 - ）
約1年間の放送休止期間を経て、2012年4月8日より、ヒット社と専属契約を結んだNHK Eテレが独立番組として放送開始。主要なキャスティングに変更はないが、アニーとクララベル役の声優が変わっているほか、放送途中にトップハム・ハット卿役の声優・納谷六朗が死去したことに伴い田中完に交代している。また、2014年4月27日よりステレオ放送から二カ国語放送に変更され、字幕放送も実施されている。2015年12月には、NHK総合にてイギリスでの取材を基に原作者や汽車のえほんを紹介する特番が放送された。2012年4月から2016年3月までは毎週日曜7:00から放送されていたが、2016年4月から2022年3月までは毎週日曜17:30からに変更、さらに2022年4月以降は毎週土曜17:25から放送されている。
2022年12月24日放送開始の第25シリーズより、2Dアニメーションとして製作されることに伴い、第9シリーズから継続された声優陣が一新される。キャスティング以外の制作体制には大きな変更はなく、引き続き81プロデュースがキャスティング協力を担っている。

### その他
2009年1月よりCSのカートゥーン ネットワークで放送を開始した他、2009年夏に全国のローカル局ではフジテレビで放送されていた初期シリーズが再放送された。
また、Amazonプライム・ビデオ、AbemaTVやHulu、Netflixなどでも一部シリーズが配信されており、インターネットサービスを通した提供も充実しはじめている。

## 製作

### 人形劇
第1シリーズの撮影はイギリス、ウォンズワース区バタシーの小規模スタジオにて行われ、模型やセットの製作は当時イギリスでテレビCMなどを製作していた制作プロダクション「クリアウォーター・フィーチャーズ」が手掛けた。撮影用の一番ゲージ鉄道模型の内、動力を持つ機関車キャラクターの製作においてはメルクリン社製のシャーシを流用し、真鍮やアクリル樹脂を使ってボディが制作された。客車や貨車の製作にはイギリスの鉄道模型メーカー、テンミル（Tenmille）社製のキットが使われ、人間キャラクターの人形や車両キャラクターの顔の製作には樹脂や粘土が使用された。車両キャラクターの目は模型内部に搭載されたサーボと連動することで動く機構が組まれ、ラジコン操作により動かされていた。また、蒸気機関車の模型内部には発煙装置も組み込まれた。
撮影の順序はエピソード毎ではなく、特定のジオラマをレイアウトした後そのジオラマが登場するシーンを全エピソード分一挙に撮影し、それが終わるとまた別のジオラマを組み直し撮影するといった方法が採られていた。
第2シリーズ以降は映画の撮影でも使用されているイギリスの撮影所「シェパートンスタジオ」に製作スタジオが移され、このスタジオは第12シリーズまで製作、撮影で使用された。映像撮影用カメラは第1シリーズから第7シリーズまでは35mmフィルム、第8シリーズから第10シリーズまではBETACAM、第11シリーズと第12シリーズでは高精細度ビデオカメラが使用され、第1シリーズから第5シリーズは4:3のスタンダードサイズ、第6シリーズ以降は16:9のビスタサイズ制作となっている。第12シリーズでは3DCGの素材を合成するため、模型の顔部分などにトラッキングマーカーを貼って撮影が行われた。なお、第1シリーズから第7シリーズは日本で放送された際、VTRにテレシネした上で放送された。
OPから、本編へ移る際、本編が終わる際に、真ん中に縦線ができて、2本が左右へ動くことで、画面が変わっていたが、のちになくなった。
本編が終わると、「このお話の出演は～」と、登場したキャラクターが紹介される（客車、貨車、船、岩、人物、動物は紹介されない。また、ナレーターに名前を呼ばれたり、セリフのあった機関車が紹介されなかったり、カメオ出演の機関車が紹介される場合がある。ふたごの機関車は2台で1つの画面にて紹介される。片方しか登場しなくても同様である）。

### CGアニメーションシリーズ
製作においては主にオートデスク社のMayaが使用された。第13シリーズから第16シリーズまで製作を手掛けたカナダ、バンクーバーのアニメーション制作会社ナイトロジェン・スタジオ（Nitrogen Studios）では本作の製作にあたりタリスリン鉄道を訪れるなどロケーション・ハンティングも行われた。また、本作の製作期間中はスタジオ内にレファレンスとして人形劇で使用された模型が展示された（後にその内数台のモデルが日本の原鉄道模型博物館に移管された）。このナイトロジェン・スタジオは本作の製作を離れたのち2017年5月にイギリスのロンドンに在るVFX制作会社シネサイトに買収された。
第17シリーズ以降はトロントのアニメーション制作会社のアーク・プロダクション（Arc Productions）が製作を手掛けたが、第20シリーズ制作途中であった2016年8月に経営破綻を発表しスタジオを閉鎖したが、まもなくカナダのオタワのアニメーション制作会社ジャム・フィルド・エンターテインメントによって買収、ジャム・フィルド・トロント（Jam Filled Toronto）と改称、支社化され、その後はジャム・フィルド社にて製作が行われた。

### 2Dアニメーションシリーズ
第25シーズンからは、マテル社が子供向けのアニメーションおよび実写コンテンツの主要な国際的プロデューサーおよびディストリビューターであるコーラスエンターテインメントグループのネルバナ社と提携したことに伴い、製作フォーマットを2Dアニメーションに移行した。

## 作品

### テレビシリーズ
| シリーズ     | 話数 | 製作年・英国放映年 | 日本地上波放映年 | 1話あたりの本編の放送時間 | シリーズ総称                                | 制作形態           |
| ------------ | ---- | ------------------ | ---------------- | ------------------------- | ------------------------------------------- | ------------------ |
| 第1シリーズ  | 26話 | 1984年             | 1990年           | 4分30秒                   | クラシックシリーズ Classic Series           | 人形劇             |
| 第2シリーズ  | 26話 | 1986年             | 1991年           | 4分30秒                   | クラシックシリーズ Classic Series           | 人形劇             |
| 第3シリーズ  | 26話 | 1992年             | 1992年           | 4分30秒                   | クラシックシリーズ Classic Series           | 人形劇             |
| 第4シリーズ  | 26話 | 1994年             | 1995年           | 4分30秒                   | クラシックシリーズ Classic Series           | 人形劇             |
| 第5シリーズ  | 26話 | 1998年             | 1999年           | 4分30秒                   | クラシックシリーズ Classic Series           | 人形劇             |
| 第6シリーズ  | 26話 | 2002年             | 2002年 - 2003年  | 4分30秒                   | クラシックシリーズ Classic Series           | 人形劇             |
| 第7シリーズ  | 26話 | 2003年             | 2004年           | 4分30秒                   | クラシックシリーズ Classic Series           | 人形劇             |
| 第8シリーズ  | 26話 | 2004年             | 2006年 - 2007年  | 7分                       | 新クラシックシリーズ New Series             | 人形劇             |
| 第9シリーズ  | 26話 | 2005年             | 2008年           | 7分                       | 新クラシックシリーズ New Series             | 人形劇             |
| 第10シリーズ | 28話 | 2006年             | 2008年 - 2009年  | 7分                       | 新クラシックシリーズ New Series             | 人形劇             |
| 第11シリーズ | 26話 | 2007年             | 2009年           | 7分                       | 新クラシックシリーズ New Series             | 人形劇             |
| 第12シリーズ | 20話 | 2008年             | -                | 7分                       | 新クラシックシリーズ New Series             | 人形劇と3DCGの混合 |
| 第13シリーズ | 20話 | 2010年             | 2010年           | 8分45秒                   | CGシリーズ CGI Series                       | 3DCGアニメーション |
| 第14シリーズ | 20話 | 2010年             | 2012年 - 2013年  | 8分45秒                   | CGシリーズ CGI Series                       | 3DCGアニメーション |
| 第15シリーズ | 20話 | 2011年             | 2012年 - 2013年  | 8分45秒                   | CGシリーズ CGI Series                       | 3DCGアニメーション |
| 第16シリーズ | 20話 | 2012年             | 2012年           | 8分45秒                   | CGシリーズ CGI Series                       | 3DCGアニメーション |
| 第17シリーズ | 26話 | 2013年 - 2014年    | 2013年 - 2014年  | 8分45秒                   | CGシリーズ CGI Series                       | 3DCGアニメーション |
| 第18シリーズ | 26話 | 2014年 - 2016年    | 2014年 - 2016年  | 8分45秒                   | CGシリーズ CGI Series                       | 3DCGアニメーション |
| 第19シリーズ | 26話 | 2015年 - 2017年    | 2015年 - 2016年  | 8分45秒                   | CGシリーズ CGI Series                       | 3DCGアニメーション |
| 第20シリーズ | 28話 | 2016年 - 2017年    | 2016年 - 2017年  | 8分45秒                   | CGシリーズ CGI Series                       | 3DCGアニメーション |
| 第21シリーズ | 18話 | 2017年             | 2017年 - 2018年  | 8分45秒                   | CGシリーズ CGI Series                       | 3DCGアニメーション |
| 第22シリーズ | 26話 | 2018年 - 2019年    | 2019年 - 2020年  | 7分                       | リブートシリーズ Big World! Big Adventures! | 3DCGアニメーション |
| 第23シリーズ | 23話 | 2019年 - 2020年    | 2020年           | 7分                       | リブートシリーズ Big World! Big Adventures! | 3DCGアニメーション |
| 第24シリーズ | 23話 | 2020年 - 2021年    | 2021年           | 7分                       | リブートシリーズ Big World! Big Adventures! | 3DCGアニメーション |
| 第25シリーズ | 52話 | 2021年 - 2023年    | 2022年 - 2023年  | 10分30秒                  | リブートシリーズ All Engines Go!            | 2Dアニメーション   |
| 第26シリーズ | 52話 | 2022年 - 2024年    | 2023年 -         | 10分30秒                  | リブートシリーズ All Engines Go!            | 2Dアニメーション   |
| 第27シリーズ | 26話 | 2024年             | 未定             | 10分30秒                  | リブートシリーズ All Engines Go!            | 2Dアニメーション   |
| 第28シリーズ | 26話 | 2025年             | 未定             | 10分30秒                  | リブートシリーズ All Engines Go!            | 2Dアニメーション   |

シーズン毎の各エピソードのサブタイトルは「きかんしゃトーマス サブタイトルリスト」を参照。

### 長編作品
|        | 邦題                                                                     | 原題                                | 製作年・英国公開年 | 日本公開年 | 上映時間  | 制作形態         |
| ------ | ------------------------------------------------------------------------ | ----------------------------------- | ------------------ | ---------- | --------- | ---------------- |
| 第1作  | きかんしゃトーマス 魔法の線路                                            | Thomas and the Magic Railroad       | 2000年             | 2000年     | 1時間25分 | 人形劇、VFX      |
| 第2作  | きかんしゃトーマス みんなあつまれ!しゅっぱつしんこう                     | Calling All Engines!                | 2005年             | 2008年     | 1時間     | 人形劇           |
| 第3作  | トーマスをすくえ!! ミステリーマウンテン                                  | The Great Discovery                 | 2008年             | 2009年     | 1時間     | 人形劇           |
| 第4作  | きかんしゃトーマス 伝説の英雄                                            | Hero of the Rails                   | 2009年             | 2010年     | 1時間     | 3DCG             |
| 第5作  | きかんしゃトーマス ミスティアイランド レスキュー大作戦!!                 | Misty Island Rescue                 | 2010年             | 2011年     | 1時間     | 3DCG             |
| 第6作  | きかんしゃトーマス ディーゼル10の逆襲                                    | Day of the Diesels                  | 2011年             | 2012年     | 1時間     | 3DCG             |
| 第7作  | きかんしゃトーマス ブルーマウンテンの謎                                  | Blue Mountain Mystery               | 2012年             | 2013年     | 1時間7分  | 3DCG             |
| 第8作  | きかんしゃトーマス キング・オブ・ザ・レイルウェイ トーマスと失われた王冠 | King of the Railway                 | 2013年             | 2014年     | 1時間     | 3DCG             |
| 第9作  | きかんしゃトーマス 勇者とソドー島の怪物                                  | Tale of the Brave                   | 2014年             | 2015年     | 1時間     | 3DCG             |
| 第10作 | きかんしゃトーマス トーマスのはじめて物語                                | The Adventure Begins                | 2015年             | 2015年     | 45分      | 3DCG             |
| 第11作 | きかんしゃトーマス 探せ!!謎の海賊船と失われた宝物                        | Sodor's Legend of the Lost Treasure | 2015年             | 2016年     | 1時間     | 3DCG             |
| 第12作 | きかんしゃトーマス 走れ!世界のなかまたち                                 | The Great Race                      | 2016年             | 2017年     | 1時間1分  | 3DCG             |
| 第13作 | きかんしゃトーマス とびだせ!友情の大冒険                                 | Journey Beyond Sodor                | 2017年             | 2018年     | 1時間18分 | 3DCG             |
| 第14作 | きかんしゃトーマス Go!Go!地球まるごとアドベンチャー                      | Big World! Big Adventures!          | 2018年             | 2019年     | 1時間25分 | 3DCG             |
| 第15作 | きかんしゃトーマス チャオ!とんでうたってディスカバリー!!                 | Digs and Discoveries                | 2019年             | 2020年     | 1時間9分  | 3DCG             |
| 第16作 | きかんしゃトーマス おいでよ!未来の発明ショー!                            | Marvellous Machinery                | 2020年             | 2021年     | 1時間1分  | 3DCG             |
| 第17作 | きかんしゃトーマス オールスター☆パレード                                 | -                                   | -                  | 2022年     | 1時間     | 3DCG             |
| 第18作 | きかんしゃトーマス めざせ!夢のチャンピオンカップ                         | Race for the Sodor Cup              | 2021年             | 2023年     | 1時間     | 2Dアニメーション |
| 第19作 | きかんしゃトーマス 大冒険!ルックアウトマウンテンとひみつのトンネル       | The Mystery of Lookout Mountain     | 2022年             | 2024年     | 1時間1分  | 2Dアニメーション |
| 第20作 | きかんしゃトーマス ぼくのたいせつなともだち                              | The Biggest Friends of All          | 2022年             | 2025年     | 1時間12分 | 2Dアニメーション |
| 第21作 | 未定                                                                     | The Christmas Letter Express        | 2024年             | 未定       | 1時間     | 2Dアニメーション |

その他の関連作品は「きかんしゃトーマス シーズン毎制作史#関連作品」を参照。

## 登場キャラクター
詳細は以下の個別記事を参照。
- レギュラー蒸気機関車（第1シリーズ～第21シリーズ）
  - トーマス
  - エドワード
  - ヘンリー
  - ゴードン
  - ジェームス
  - パーシー
  - トビー
  - ダック
- きかんしゃトーマス・汽車のえほんの登場キャラクター
- きかんしゃトーマスの人形劇オリジナル蒸気機関車
- きかんしゃトーマス・汽車のえほんのディーゼル機関車
- こうざんてつどう・スカーローイ鉄道
- きかんしゃトーマス・汽車のえほんの自動車キャラクター
- きかんしゃトーマス・汽車のえほんの登場人物
- 山にのぼる機関車（カルディー登山鉄道）
- 小さな機関車たち（ちんまり鉄道）
- きかんしゃトーマス・汽車のえほんの人格のないキャラクター

## スタッフ

### オリジナルスタッフ
原作は一貫してウィルバート・オードリー及びクリストファー・オードリーである。
日本ではオープニング中で『げんさく』の肩書きで名が明記されるがシリーズで表記揺れがある。

#### 人形劇シリーズ
- 第x期の欄の背景色
  - ■は日本での地上波はフジテレビで放送されたシリーズ
  - ■は日本での地上波はテレビ東京で放送されたシリーズ
  - ■は日本での地上波での放送無し

| テレビシリーズ製作・原案                     | ブリット・オールクロフト                                           | ブリット・オールクロフト                                           | ブリット・オールクロフト                                           | ブリット・オールクロフト                      | ブリット・オールクロフト                      | ブリット・オールクロフト                      | ブリット・オールクロフト                        | ブリット・オールクロフト     | ブリット・オールクロフト     | ブリット・オールクロフト     | ブリット・オールクロフト | ブリット・オールクロフト |                      |                      |                      |                      |
| 監督                                         | デヴィッド・ミットン                                               | デヴィッド・ミットン                                               | デヴィッド・ミットン                                               | デヴィッド・ミットン                          | デヴィッド・ミットン                          | デヴィッド・ミットン スティーブ・アスクィス   | デヴィッド・ミットン                            | スティーブ・アスクィス       | スティーブ・アスクィス       | スティーブ・アスクィス       | スティーブ・アスクィス   | スティーブ・アスクィス   |                      |                      |                      |                      |
| 制作                                         | ロバート・カルドナ デヴィッド・ミットン                            | ブリット・オールクロフト ロバート・カルドナ デヴィッド・ミットン   | ブリット・オールクロフト デヴィット・ミットン                      | ブリット・オールクロフト デヴィット・ミットン | ブリット・オールクロフト デヴィット・ミットン | フィル・フェルリ                              | フィル・フェルリ                                | サイモン・スペンサー         | サイモン・スペンサー         | サイモン・スペンサー         | サイモン・スペンサー     | サイモン・スペンサー     |                      |                      |                      |                      |
| エグゼグティブプロデューサー                 | ブリット・オールクロフト                                           | ブリット・オールクロフト                                           | アンガス・ライト                                                   | アンガス・ライト                              | アンガス・ライト                              | ブリット・オールクロフト ピーター・ユーリー   | ピーター・ユーリー ジョセリン・スティーブンソン | ジョセリン・スティーブンソン | ジョセリン・スティーブンソン | ジョセリン・スティーブンソン | クリストファー・スカラ   | クリストファー・スカラ   |                      |                      |                      |                      |
| 劇伴                                         | マイク・オドネル ジュニア・キャンベル                              | マイク・オドネル ジュニア・キャンベル                              | マイク・オドネル ジュニア・キャンベル                              | マイク・オドネル ジュニア・キャンベル         | マイク・オドネル ジュニア・キャンベル         | マイク・オドネル ジュニア・キャンベル         | マイク・オドネル ジュニア・キャンベル           | ロバート・ハーツホーン       | ロバート・ハーツホーン       | ロバート・ハーツホーン       | ロバート・ハーツホーン   | ロバート・ハーツホーン   |                      |                      |                      |                      |
| 編集                                         | マイケル・ディクソン レベッカ・デ・ブライ・モウンド ジョン・ライト | マイケル・ディクソン レベッカ・デ・ブライ・モウンド ジョン・ライト | マイケル・ディクソン レベッカ・デ・ブライ・モウンド ジョン・ライト | ケート・バックランド                          | ケート・バックランド                          | ケート・バックランド                          | ケート・バックランド                            | ケート・バックランド         | ケート・バックランド         | ケート・バックランド         | ケート・バックランド     | ケート・バックランド     |                      |                      |                      |                      |
| モデルスペシャルエフェクト・スーパーバイザー | デヴィッド・イーブス                                               | デヴィッド・イーブス                                               | デヴィッド・イーブス                                               | デヴィッド・イーブス                          | デヴィッド・イーブス                          | デヴィッド・イーブス                          | デヴィッド・イーブス                            | デヴィッド・イーブス         | デヴィッド・イーブス         | デヴィッド・イーブス         | デヴィッド・イーブス     | デヴィッド・イーブス     |                      |                      |                      |                      |
| プロダクション・スーパーバイザー             | 不在                                                               | 不在                                                               | スティーブ・アスクィス                                             | 不在                                          | 不在                                          | マイケル・バーディー                          | マイケル・バーディー                            | 不在                         | 不在                         | 不在                         | 不在                     | 不在                     |                      |                      |                      |                      |
| 美術監督                                     | ボブ・ゴールド・ガリアーズ                                         | ボブ・ゴールド・ガリアーズ                                         | ロバート・ゴールド・ガリアーズ                                     | ボブ・ゴールド・ガリアーズ                    | 不在                                          | ボブ・ゴールド・ガリアーズ                    | ボブ・ゴールド・ガリアーズ                      | 不在                         | 不在                         | 不在                         | 不在                     | 不在                     |                      |                      |                      |                      |
| 撮影監督                                     | テリー・パーメイン                                                 | テリー・パーメイン                                                 | テリー・パーメイン                                                 | テレンス・パーメイン                          | テレンス・パーメイン                          | テリー・パーメイン                            | テリー・パーメイン                              | テリー・パーメイン           | テリー・パーメイン           | テリー・パーメイン           | テリー・パーメイン       | ナイジェル・パーメイン   |                      |                      |                      |                      |
| ナレーター                                   | リンゴ・スター                                                     | リンゴ・スター                                                     | マイケル・アンジェリス                                             | マイケル・アンジェリス                        | マイケル・アンジェリス                        | マイケル・アンジェリス                        | マイケル・アンジェリス                          | マイケル・アンジェリス       | マイケル・アンジェリス       | マイケル・アンジェリス       | マイケル・アンジェリス   | マイケル・アンジェリス   |                      |                      |                      |                      |
| ナレーター                                   | リンゴ・スター ジョージ・カーリン                                  | リンゴ・スター ジョージ・カーリン                                  | ジョージ・カーリン                                                 | ジョージ・カーリン                            | アレック・ボールドウィン                      | アレック・ボールドウィン マイケル・ブランドン | マイケル・ブランドン                            | マイケル・ブランドン         | マイケル・ブランドン         | マイケル・ブランドン         | マイケル・ブランドン     | マイケル・ブランドン     | マイケル・ブランドン | マイケル・ブランドン | マイケル・ブランドン | マイケル・ブランドン |

#### 3DCGアニメーションシリーズ
- 第x期の欄の背景色
  - ■は日本での地上波はテレビ東京で放送されたシリーズ
  - ■は日本での地上波はNHK Eテレで放送されたシリーズ

|                              | 第13期                                      | 第14期                                      | 第15期                                      | 第16期                              | 第17期 | 第18期 | 第19期                                                                                        | 第20期 | 第21期 | 第22期                                                                                    | 第23期                                                                                    | 第24期                                                                                    |
| ---------------------------- | ------------------------------------------- | ------------------------------------------- | ------------------------------------------- | ----------------------------------- | --- | --- | --------------------------------------------------------------------------------------------- | --- | --- | ----------------------------------------------------------------------------------------- | ----------------------------------------------------------------------------------------- | ----------------------------------------------------------------------------------------- |
| テレビシリーズ原案           | ブリット・オールクロフト                    | ブリット・オールクロフト                    | ブリット・オールクロフト                    | ブリット・オールクロフト            | ブリット・オールクロフト                                                                                            | ブリット・オールクロフト                                                                                   | ブリット・オールクロフト                                                                      | ブリット・オールクロフト                                                                                   | ブリット・オールクロフト                                                                                   | ブリット・オールクロフト                                                                  | ブリット・オールクロフト                                                                  | ブリット・オールクロフト                                                                  |
| 監督                         | グレッグ・ティアナン                        | グレッグ・ティアナン                        | グレッグ・ティアナン                        | グレッグ・ティアナン                | デビッド・バース | デビッド・ストーテン ドン・スペンサー                                                                      | デビッド・ストーテン ドン・スペンサー ディアンナ・バッソ                                      | ディアンナ・バッソ                                                                                         | ディアンナ・バッソ                                                                                         | ディアンナ・バッソ                                                                        | ディアンナ・バッソ ジョーイ・ソー                                                         | ディアンナ・バッソ ジョーイ・ソー イアン・チェリー                                        |
| 制作                         | ニコール・スティン                          | ニコール・スティン                          | ニコール・スティン                          | ニコール・スティン イアン・マキュー | イアン・マキュー ハリム・ジャバー ロバート・アンダーソン                                                            | イアン・マキュー ロバート・アンダーソン ブライアン・リンチ                                                 | イアン・マキュー ロバート・アンダーソン ジェニファー・ヒル                                    | イアン・マキュー ロバート・アンダーソン トレイシー・ブラッグドン                                           | イアン・マキュー トレイシー・ブラッグドン ミカエラ・ウィンター                                             | イアン・マキュー トレイシー・ブラッグドン ミカエラ・ウィンター                            | イアン・マキュー トレイシー・ブラッグドン                                                 | イアン・マキュー トレイシー・ブラッグドン                                                 |
| エグゼグティブプロデューサー | クリストファー・スカラ マリオン・エドワーズ | クリストファー・スカラ マリオン・エドワーズ | クリストファー・スカラ マリオン・エドワーズ | マリオン・エドワーズ                | マリオン・エドワーズ カレン・バーンズ スティーブン・ヘクト ジェフ・ヤング カラン・ケーガン スティーブン・ギャロップ | マリオン・エドワーズ スティーブン・ヘクト マイケル・キャリントン カラン・ケーガン スティーブン・ギャロップ | エドワード・キャッチポール クリストファー・キーナン カラン・ケーガン スティーブン・ギャロップ | クリストファー・キーナン ジェイミー・レクレール カイル・マクドゥーガル フィル・ラフランス カラン・ケーガン | クリストファー・キーナン ジェイミー・レクレール カイル・マクドゥーガル フィル・ラフランス カラン・ケーガン | クリストファー・キーナン ジェイミー・レクレール カイル・マクドゥーガル フィル・ラフランス | クリストファー・キーナン ジェイミー・レクレール カイル・マクドゥーガル フィル・ラフランス | クリストファー・キーナン ジェイミー・レクレール カイル・マクドゥーガル フィル・ラフランス |
| ヘッドライター               | シャロン・ミラー                            | シャロン・ミラー                            | シャロン・ミラー                            | シャロン・ミラー                    | アンドリュー・ブレナー                                                                                              | アンドリュー・ブレナー                                                                                     | アンドリュー・ブレナー                                                                        | アンドリュー・ブレナー                                                                                     | アンドリュー・ブレナー                                                                                     | アンドリュー・ブレナー                                                                    | アンドリュー・ブレナー                                                                    | デヴィッド・ストーテン                                                                    |
| 劇伴                         | ロバート・ハーツホーン                      | ロバート・ハーツホーン                      | ロバート・ハーツホーン                      | ロバート・ハーツホーン              | ロバート・ハーツホーン                                                                                              | ロバート・ハーツホーン                                                                                     | ロバート・ハーツホーン                                                                        | クリス・レンショー                                                                                         | クリス・レンショー                                                                                         | クリス・レンショー                                                                        | クリス・レンショー                                                                        | クリス・レンショー                                                                        |
| 編集                         | ケビン・パブロビッチ                        | ケビン・パブロビッチ                        | ケビン・パブロビッチ                        | ケビン・パブロビッチ                | アダム・ガーナー | アダム・ガーナー                                                                                           | ギャビン・エヴェデス                                                                          | ギャビン・エヴェデス                                                                                       | ギャビン・エヴェデス                                                                                       | ギャビン・エヴェデス                                                                      | ギャビン・エヴェデス                                                                      | ギャビン・エヴェデス                                                                      |
| CGスーパーバイザー           | スティーブン・エルフォード                  | スティーブン・エルフォード                  | スティーブン・エルフォード                  | スティーブン・エルフォード          | エフゲニー・ベルバトフ                                                                                              | エフゲニー・ベルバトフ                                                                                     | エフゲニー・ベルバトフ ジェイソン・リーブス                                                   | ジェイソン・リーブス エマーソン・フロータ                                                                  | エマーソン・フロータ                                                                                       | エマーソン・フロータ                                                                      | アンディ・ディグー                                                                        | アンディ・ディグー                                                                        |
| 美術監督                     | ボリス・アンドリーブ                        | ボリス・アンドリーブ                        | ボリス・アンドリーブ                        | ボリス・アンドリーブ                | ボリス・アンドリーブ                                                                                                | ボリス・アンドリーブ                                                                                       | ボリス・アンドリーブ                                                                          | ボリス・アンドリーブ                                                                                       | ボリス・アンドリーブ                                                                                       | タイ・ウォーカー                                                                          | タイ・ウォーカー                                                                          | タイ・ウォーカー                                                                          |
| ナレーター                   | マイケル・アンジェリス                      | マイケル・アンジェリス                      | マイケル・アンジェリス                      | マイケル・アンジェリス              | マーク・モラガン | マーク・モラガン                                                                                           | マーク・モラガン                                                                              | マーク・モラガン                                                                                           | マーク・モラガン                                                                                           | ジョン・ハスラー                                                                          | ジョン・ハスラー                                                                          | ジョン・ハスラー                                                                          |
| ナレーター                   | マイケル・ブランドン                        | マイケル・ブランドン                        | マイケル・ブランドン                        | マイケル・ブランドン                | マーク・モラガン | マーク・モラガン                                                                                           | マーク・モラガン                                                                              | マーク・モラガン                                                                                           | マーク・モラガン                                                                                           | ジョセフ・メイ                                                                            | ジョセフ・メイ                                                                            | ジョセフ・メイ                                                                            |

#### 2Dアニメーションシリーズ
- 第x期の欄の背景色
  - ■は日本での地上波はNHK Eテレで放送されたシリーズ

| テレビシリーズ原案           | ブリット・オールクロフト                                                                           |                        |                        |                        |                        |                        |                        |                        |                        |
| 企画                         | リック・サヴァル                                                                                   |                        |                        |                        |                        |                        |                        |                        |                        |
| 監督                         | ジェイソン・グロー キャンベル・ブライヤー ショーン・ジェフリー                                     |                        |                        |                        |                        |                        |                        |                        |                        |
| 制作                         | リック・サヴァル スージー・ガロ ジョー・シフタ                                                     |                        |                        |                        |                        |                        |                        |                        |                        |
| エグゼグティブプロデューサー | コリン・ボーム クリストファー・キーナン ダグ・マーフィー フレデリック・スーリー パム・ウェストマン |                        |                        |                        |                        |                        |                        |                        |                        |
| ストーリーエディター         | リック・サヴァル クレイグ・カーライル                                                              |                        |                        |                        |                        |                        |                        |                        |                        |
| 劇伴                         | エリカ・プロクニエ                                                                                 |                        |                        |                        |                        |                        |                        |                        |                        |
| 作画監督                     | アレハンドロ・グティエレス                                                                         |                        |                        |                        |                        |                        |                        |                        |                        |
| 美術監督                     | ヴィオレタ・ニコリック                                                                             | ヴィオレタ・ニコリック | ヴィオレタ・ニコリック | ヴィオレタ・ニコリック | ヴィオレタ・ニコリック | ヴィオレタ・ニコリック | ヴィオレタ・ニコリック | ヴィオレタ・ニコリック | ヴィオレタ・ニコリック |

#### 日本語吹き替え版スタッフ
- 第x期の欄の背景色
  - ■は日本での地上波はフジテレビで放送されたシリーズ
  - ■は日本での地上波はテレビ東京で放送されたシリーズ
  - ■は日本での地上波はNHK Eテレで放送されたシリーズ
  - ■は日本での地上波での放送無し

|              | 第1期               | 第2期               | 第3期               | 第4期                        | 第5期                             | 第6期                    | 第7期                      | 第8期                      | 第9期                                                                 | 第10期                                                                | 第11期                                                                | 第12期                                                                | 第13期                                                                | 第14期                                                                | 第15期                                                                | 第16期                                                                | 第17期                                                                          | 第18期                                                                          | 第19期                                                                          | 第20期                                                                          | 第21期                                                                          | 第22期                                                                          | 第23期                                                                          | 第24期                                                                          | 第25期                                                                          |
| ------------ | ------------------- | ------------------- | ------------------- | ---------------------------- | --------------------------------- | ------------------------ | -------------------------- | -------------------------- | --------------------------------------------------------------------- | --------------------------------------------------------------------- | --------------------------------------------------------------------- | --------------------------------------------------------------------- | --------------------------------------------------------------------- | --------------------------------------------------------------------- | --------------------------------------------------------------------- | --------------------------------------------------------------------- | ------------------------------------------------------------------------------- | ------------------------------------------------------------------------------- | ------------------------------------------------------------------------------- | ------------------------------------------------------------------------------- | ------------------------------------------------------------------------------- | ------------------------------------------------------------------------------- | ------------------------------------------------------------------------------- | ------------------------------------------------------------------------------- | ------------------------------------------------------------------------------- |
| 企画         | （不在）            | （不在）            | （不在）            | 小畑芳和                     | 小畑芳和                          | 小畑芳和 荻野繁          | 小畑芳和 荻野繁            | 小畑芳和 荻野繁            | 三輪一成                                                              | 三輪一成                                                              | 三輪一成                                                              | 西岡敦史                                                              | 西岡敦史                                                              | 西岡敦史                                                              | 西岡敦史                                                              | 西岡敦史                                                              | 西岡敦史                                                                        | 西岡敦史                                                                        | 西岡敦史                                                                        | 西岡敦史                                                                        | 西岡敦史                                                                        | 西岡敦史 朝倉精吾                                                               | 西岡敦史 朝倉精吾                                                               | 西岡敦史 朝倉精吾                                                               | 西岡敦史 朝倉精吾                                                               |
| 制作         | 安達みき子          | 安達みき子          | 安達みき子          | 安達みき子 伊藤幸弘 小畑芳和 | 伊藤幸弘 小畑芳和 今川大 清水淳司 | 平野毅 増當一也 伊藤幸弘 | 増當一也 伊藤幸弘 中村雅一 | 増當一也 伊藤幸弘 中村雅一 | 久岡健弥                                                              | 久岡健弥                                                              | 久岡健弥                                                              | 久岡健弥                                                              | 久岡健弥                                                              | 久岡健弥                                                              | 久岡健弥                                                              | 久岡健弥                                                              | 久岡健弥                                                                        | 久岡健弥                                                                        | 久岡健弥                                                                        | 久岡健弥                                                                        | 久岡健弥                                                                        | 久岡健弥                                                                        | 久岡健弥                                                                        | 久岡健弥                                                                        | 久岡健弥                                                                        |
| 録音         | 上村利秋            | 上村利秋            | 上村利秋            | 上村利秋                     | 上村利秋                          | 安藤徳哉                 | 吉田肇 大浦克寿            | 吉田肇 大浦克寿            | 新井保雄                                                              | 新井保雄                                                              | 新井保雄                                                              | 新井保雄                                                              | 新井保雄                                                              | 新井保雄                                                              | 新井保雄                                                              | 新井保雄                                                              | 新井保雄                                                                        | 新井保雄                                                                        | 新井保雄                                                                        | 新井保雄                                                                        | 新井保雄                                                                        | 新井保雄                                                                        | 新井保雄                                                                        | 新井保雄                                                                        | 新井保雄 重光秀樹 江﨑貴生                                                      |
| 翻訳・脚本   | 栗原とみ子 笹本妙子 | 栗原とみ子 笹本妙子 | 栗原とみ子 笹本妙子 | 栗原とみ子 笹本妙子          | 栗原とみ子 笹本妙子               | 栗原とみ子 笹本妙子      | 栗原とみ子 笹本妙子        | 栗原とみ子 笹本妙子        | 大塚友慧                                                              | 大塚友慧                                                              | 佐澤遥子                                                              | 佐澤遥子                                                              | 佐澤遥子                                                              | 高田香織                                                              | 高田香織                                                              | 高田香織                                                              | 高田香織                                                                        | 高田香織                                                                        | 高田香織                                                                        | 高田香織                                                                        | 高田香織                                                                        | 高田香織                                                                        | 高田香織                                                                        | 高田香織                                                                        | 渡辺愛香                                                                        |
| 演出         | 菅野温夫            | 菅野温夫            | 菅野温夫 山崎敦基   | 菅野温夫                     | 菅野温夫                          | 菅野温夫                 | 菅野温夫                   | 菅野温夫                   | 飯塚康一                                                              | 飯塚康一                                                              | 飯塚康一                                                              | 飯塚康一                                                              | 飯塚康一                                                              | 飯塚康一                                                              | 飯塚康一                                                              | 飯塚康一                                                              | 飯塚康一                                                                        | 飯塚康一                                                                        | 飯塚康一                                                                        | 飯塚康一                                                                        | 飯塚康一                                                                        | 飯塚康一                                                                        | 飯塚康一                                                                        | 飯塚康一                                                                        | 飯塚康一 島津綾乃                                                               |
| 日本語版制作 | フジテレビ          | フジテレビ          | フジテレビ          | フジテレビ                   | フジテレビ                        | フジテレビKIDS           | フジテレビKIDS             | フジテレビKIDS             | ソニー・クリエイティブプロダクツ ソニーPCL ハーフエイチ・ピースタジオ | ソニー・クリエイティブプロダクツ ソニーPCL ハーフエイチ・ピースタジオ | ソニー・クリエイティブプロダクツ ソニーPCL ハーフエイチ・ピースタジオ | ソニー・クリエイティブプロダクツ ソニーPCL ハーフエイチ・ピースタジオ | ソニー・クリエイティブプロダクツ ソニーPCL ハーフエイチ・ピースタジオ | ソニー・クリエイティブプロダクツ ソニーPCL ハーフエイチ・ピースタジオ | ソニー・クリエイティブプロダクツ ソニーPCL ハーフエイチ・ピースタジオ | ソニー・クリエイティブプロダクツ ソニーPCL ハーフエイチ・ピースタジオ | ソニー・クリエイティブプロダクツ NHKエンタープライズ ハーフエイチ・ピースタジオ | ソニー・クリエイティブプロダクツ NHKエンタープライズ ハーフエイチ・ピースタジオ | ソニー・クリエイティブプロダクツ NHKエンタープライズ ハーフエイチ・ピースタジオ | ソニー・クリエイティブプロダクツ NHKエンタープライズ ハーフエイチ・ピースタジオ | ソニー・クリエイティブプロダクツ NHKエンタープライズ ハーフエイチ・ピースタジオ | ソニー・クリエイティブプロダクツ NHKエンタープライズ ハーフエイチ・ピースタジオ | ソニー・クリエイティブプロダクツ NHKエンタープライズ ハーフエイチ・ピースタジオ | ソニー・クリエイティブプロダクツ NHKエンタープライズ ハーフエイチ・ピースタジオ | ソニー・クリエイティブプロダクツ NHKエンタープライズ ハーフエイチ・ピースタジオ |

### 吹き替え版キャスト
第1期から第8期まではフジテレビによるキャスティング、協力は青二プロダクション。第9期以降は放映版権の移管によりソニーCPによるキャスティング全面リニューアルが行われた。協力は81プロデュース。第25期以降はソニーCPにより再度キャスティングがリニューアルされている。協力は引き続き81プロデュース。

## 楽曲・BGM
楽曲は劇伴も含めて既製曲の使用はほとんど無く（一部でロッシーニの「ウィリアム・テル」やクリスマスソングが使われた）、本番組用に制作されたオリジナル曲が使用される。

### 第1シリーズから第7シリーズで製作された劇伴及び挿入歌
第1～第7シリーズの劇伴の作曲は全てマイク・オドネルとジュニア・キャンベルが手掛けた。その内の数曲には歌詞が付与され、挿入歌としてCDやミュージックビデオが制作された。
第7シリーズでシリーズの権利がヒット・エンターテインメントに移行した際、それまで製作した楽曲の著作権やロイヤルティーを巡って裁判となっている。なお、この裁判でオリジナル音源の権利はヒット・エンターテインメント側にあるとの判決が出ており、マイクも降板後に自身のYouTubeチャンネルでその趣の説明をしている。
主題曲は一貫して「トーマスのテーマ」が使われた。マイクによると、作曲の際はビートルズの楽曲「ミーン・ミスター・マスタード」をオマージュしたとのこと。
劇伴の多くは各キャラクターのテーマ曲として作曲された。ジュニアは後に「各キャラクターのテーマは長く生き続けるものにするため、可能な限り古典（楽曲）に基づいているべきだと思っていた。デヴィッドとブリットは私たちがそうした思いで作曲を続けることにかなりの信頼を寄せてくれていた」と語っている。使用楽器は上記の他にシーケンシャル・サーキットの「Prophet2000」などが使われている。
1991年発表の曲は第3期初出の楽曲。1995年発表の曲は第4期初出の楽曲。1998年発表の曲は第5期初出の楽曲。2002年発表の曲は第6期初出の楽曲。2003年発表の曲は第7期初出の楽曲となっている。日本語詞は、第3，4，5期が山田ひろし。第6，7期は樹里からん、塩谷達也が担当。
『きかんしゃトーマスオールスターズ』のメンバーは日本発売のCD『きかんしゃトーマス オリジナルソングス』の記載によれば戸田恵子、高戸靖広、堀川りょう、内海賢二、森功至、中島千里、川津泰彦、緑川光、中友子、西田裕美、青野武の11名（+ひばり児童合唱団）となっているが、戸田恵子と青野武は実際にはこのメンバーには含まれていない。
第6期の楽曲からはトーマス少年少女合唱隊という当時の劇団ひまわり在籍者で結成されたフジテレビKIDSのオリジナル合唱隊がひばり児童合唱団に代わって参加した。メンバーは内田千晶、原田かほ、ナディーム音澄真、木崎貴紀、佐藤敦士、加茂遥南の6名。

#### 収録CD
| 発売          | ハード | アルバム名                                 |
| ------------- | ------ | ------------------------------------------ |
| 1999年12月1日 | CD     | きかんしゃトーマス オリジナルソングスVOL.1 |
| 2000年1月1日  | CD     | きかんしゃトーマス オリジナルソングスVOL.2 |

いずれも2023年現在は廃盤。楽曲収録ビデオ・DVDについてはきかんしゃトーマス関連商品を参照。

#### その他
「Pop Goes the Diesel」
イギリス民謡「Pop Goes the Weasel」の替え歌。第2シリーズ「ディーゼルがやってきた」や第4シリーズ「トードのめいあん」で使用される。
「ぼくはきかんしゃトーマス」
作詞：菅野温夫 作曲：勝誠二 歌：戸田恵子 セリフ：宮内幸平または青野武
第3シーズン日本開始前に放映された「トーマス」の年末特番『きかんしゃトーマスとイギリスの旅』で初披露。日本オリジナル楽曲。劇中では使用されず、イメージソングに相当する。本楽曲が発表された後に当時まだ日本オリジナル楽曲の製作許可が権利元から下りていなかったことが発覚し制作側で問題となったが、お蔵入りなどはされずCD化、VHSビデオ化もされた。曲中にはトップハム・ハット卿のセリフが含まれるが、VHS「みんなでうたおうトーマスのうた」2巻とCD「ポンキッキファミリーコンサート」には宮内幸平の声によるセリフを収録。先述のCDシリーズ「きかんしゃトーマス オリジナルソングス」には青野武によるセリフを収録。他に番組内広報などのBGMとして流れたことがある。
ガチャピンとムックが歌うバージョンもある。

### 長編作品第1弾 劇場版きかんしゃトーマス 魔法の線路
劇場版では、専用曲が新たに制作された。作曲はハミー・マン。

#### 収録ソフト
| 発売          | ハード | アルバム名                                                                        |
| ------------- | ------ | --------------------------------------------------------------------------------- |
| 2000年8月1日  | CD     | Thomas & The Magic Railroad: Original Motion Picture Soundtrack（North America）  |
| 2001年7月17日 | CD     | Thomas & The Magic Railroad: Original Motion Picture Soundtrack（United Kingdom） |

いずれも2015年現在では廃盤。

#### その他
「Working on the Railroad」
既製曲線路は続くよどこまでもの流用。

### 第8シリーズから第11シリーズで使用されている挿入歌
ほぼすべての楽曲の作詞作曲をエド・ウェルチが手掛け、2008年発表の「トーマスラップ」（後述）のみピート・ウッドロフとチャーリー・グラントが作詞作曲を手掛けた。一部楽曲の日本語歌詞は2018年現在製作されていない。また、一部楽曲のフルバージョンは米国版DVD「Songs From The Station」（2005年発売）、英国版DVD「Songs From Sodor」（2009年発売）の他、YouTubeの本作公式アカウントでのみ聴くことができるものもある。

### 長編作品第4作以降の挿入歌
2009年～2015年までに発表されたテレビシリーズ用の楽曲は一部を除き作詞作曲をロバート・ハーツホーンが手掛け、2013年以降の長編挿入歌については作曲がロバート・ハーツホーン、作詞がアンドリュー・ブレナーとなっている。2016年以降は長編用楽曲はオリバー・デイビスが作曲、アンドリュー・ブレナーが作詞を手掛けているが、テレビシリーズの挿入歌の作詞作曲者は不明。日本語歌詞が発表されていない楽曲が多い。

## 放送局・放送枠の変遷

### イギリス・アメリカ
本国イギリス及びアメリカでは過去に幾度かチャンネルや枠を変更しながら本作の放映が続いている。下の表はその変遷である。
イギリス
| 放送局           | ITV・CITV                       | カートゥーン ネットワーク | チャンネル5                            | Nick Jr.                          | Cartoonito       |
| 本作放映年       | 1984年 - 1994年 2002年 - 2006年 | 1994年 - 2001年           | 2004年 -                               | 1999年 - 2017年 2022年 -          | 2017年 -         |
| 主な放映シリーズ | 第1 - 3シリーズ 第6 - 8シリーズ | 第1 - 5シリーズ           | 第8シリーズ以降                        | 第1 - 21シリーズ 第25シリーズ以降 | 第19シリーズ以降 |
| 備考             |                                 |                           | 教育番組ゾーン「Milkshake!」にて放送。 |                                   |                  |

シリーズの本放送はITV、カートゥーンネットワーク、チャンネル5で行われ、Nick.jrとCartoonitoは本放送終了後に再放送としてシリーズを放送。但し、Cartoonitoにて初放送されたエピソードも複数存在する。一部のエピソードはいずれの放送局でも放送されずビデオスルーとなった。
アメリカ
| 放送局           | PBS                                                                                              | FOX Family | PBS KIDS         | ニコロデオン     |
| 本作放映年       | 1989年 - 1996年                                                                                  | 1999年 - 2000年 | 2004年 - 2017年  | 2018年 -         |
| 主な放映シリーズ | 第1 - 4シリーズ                                                                                  | 第5シリーズ | 第6 - 20シリーズ | 第20シリーズ以降 |
| 備考             | 「シャイニング・タイム・ステーション」及びその派生番組「Mr. Conductor's Thomas Tales」にて放送。 | 番組「Storytime with Thomas」の中でブリット・オールクロフト原案のセルアニメ「マンフィーのふしぎなぼうけん」のエピソードと混合で放送。 |                  |                  |

#### 特別番組
「The Thomas the Tank Engine Man」（1995）
BBCのドキュメンタリーシリーズ『Bookmark』の特集として製作され、1995年に放送された1時間のドキュメンタリー番組。監督はジョン・メア、プロデューサーはニコラス・ジョーンズ、Quanta Films Ltd制作。原作者やテレビシリーズのスタッフのインタビュー、シリーズの撮影風景も交えて放送された。また、当時日本語版プロデューサーを務めていた安達みき子やソニー・クリエイティブプロダクツにて本作のマーケティングを担当していた岡田忠明のインタビューも含まれていた。日本では未放送。

### 日本

#### 地上波
イギリス及びアメリカと同じく幾度かチャンネルや枠を変更している。2012年にNHK Eテレで独立番組としての放送が開始される前は、日本国内において本作は幾つかの子ども番組内でコーナードラマとして放映され、この方式で放映したことにより作品の知名度や人気を上げた面もある。下の表は本作をコーナードラマとして放映した子ども番組の変遷である。
- ■はフジテレビの番組
- ■はテレビ東京の番組
- ■はNHKの番組

| 番組名           | 「ひらけ!ポンキッキ」 | 「ひらけ!ポンキッキ」 | 「ひらけ!ポンキッキ」 | 「Super Kids Zone ポンキッキーズ」     | 「Super Kids Zone ポンキッキーズ」     | 「ポンキッキーズ21」                                                                                  | 「ポンキッキーズ21」                                                                                  | 「ポンキッキーズ」                         | 「ポンキッキ」                              | 「のりスタ1・2・3!」  | 「のりスタ100%」                               | 「のりスタピッピー!」                                                        | 「きかんしゃトーマス」                                                                                                | 「きかんしゃトーマス」                                                                                                | 「きかんしゃトーマス」                                                                                                | 「きかんしゃトーマス」                                                                                                | 「きかんしゃトーマス」                                                                                                | 「きかんしゃトーマス」                                                                                                | 「きかんしゃトーマス」                                                                                                | 「きかんしゃトーマス」                                                                                                |
| 本作放映期間     | 1990年4月 - 1993年9月 | 1990年4月 - 1993年9月 | 1990年4月 - 1993年9月 | 1995年 - 2000年                        | 1995年 - 2000年                        | 2002年12月 - 2005年3月                                                                                | 2002年12月 - 2005年3月                                                                                | 2005年4月 - 2006年3月                      | 2006年4月 - 2007年3月                       | 2008年4月 - 2009年3月 | 2009年4月 - 2010年3月                          | 2010年4月 - 2011年3月                                                        | 2012年4月 - | 2012年4月 - | 2012年4月 - | 2012年4月 - | 2012年4月 - | 2012年4月 - | 2012年4月 - | 2012年4月 - |
| 主な放映シリーズ | 第1 - 3シリーズ       | 第1 - 3シリーズ       | 第1 - 3シリーズ       | 第4 - 5シリーズ                        | 第4 - 5シリーズ                        | 第6 - 7シリーズ                                                                                       | 第6 - 7シリーズ                                                                                       | 第7シリーズ                                | 第8シリーズ                                 | 第9 - 10シリーズ      | 第11シリーズ                                   | 第13シリーズ                                                                 | 第14シリーズ以降 | 第14シリーズ以降 | 第14シリーズ以降 | 第14シリーズ以降 | 第14シリーズ以降 | 第14シリーズ以降 | 第14シリーズ以降 | 第14シリーズ以降 |
| 備考             |                       |                       |                       | 第4期は95年から、第5期は99年から放送。 | 第4期は95年から、第5期は99年から放送。 | 02年12月から第6期の放映を開始。 第7期は04年3月から放送。 番組司会の井ノ原快彦による話の解説があった。 | 02年12月から第6期の放映を開始。 第7期は04年3月から放送。 番組司会の井ノ原快彦による話の解説があった。 | 新作の放送無し、過去シリーズの再放送のみ。 | 番組開始2ヶ月は毎週放送、その後は隔週放送。 |                       | エピソードの後にキャラクター紹介が挿入された。 | エピソードの後にスライディングブロックパズル風のクイズコーナーが挿入された。 | エピソードを2本ずつ放送。21シーズンまではエピソードの合間にはキャラクター紹介が流れていた。22シーズンから廃止された。 | エピソードを2本ずつ放送。21シーズンまではエピソードの合間にはキャラクター紹介が流れていた。22シーズンから廃止された。 | エピソードを2本ずつ放送。21シーズンまではエピソードの合間にはキャラクター紹介が流れていた。22シーズンから廃止された。 | エピソードを2本ずつ放送。21シーズンまではエピソードの合間にはキャラクター紹介が流れていた。22シーズンから廃止された。 | エピソードを2本ずつ放送。21シーズンまではエピソードの合間にはキャラクター紹介が流れていた。22シーズンから廃止された。 | エピソードを2本ずつ放送。21シーズンまではエピソードの合間にはキャラクター紹介が流れていた。22シーズンから廃止された。 | エピソードを2本ずつ放送。21シーズンまではエピソードの合間にはキャラクター紹介が流れていた。22シーズンから廃止された。 | エピソードを2本ずつ放送。21シーズンまではエピソードの合間にはキャラクター紹介が流れていた。22シーズンから廃止された。 |

いずれの番組でも新作放送後は過去のシリーズの再放送、セレクション放送が行われた。また、ポンキッキシリーズにおいては本作の放映が休止された期間が何度かあり、新作の放映開始のタイミングでコーナー復帰するケースが多かった。

#### BS放送
全番組、放送局はBSフジ。2023年現在はBSでの放送は行われていない。
「東京キッズクラブ」（2002）
2002年頃からコーナーの1つとして放送。第1シリーズから第5シリーズまでを地上波放送順で放映し、エピソード1話で構成された。また番組内では他のポンキッキソングに紛れて挿入歌の放送も行われた。2004年からは「きかんしゃトーマス」として独立番組化するため、本作の放送を終了。
「きかんしゃトーマス」（2004-2006）
2004年から放送。第1シリーズから第5シリーズまでを地上波放送順で放映し、エピソード2話と挿入歌1曲で構成された。番組開始当初は最初と最後にお姉さんが登場し、「さあ、次はきかんしゃトーマスだよ!いったいどんなお話かな?」などの説明があった。番組表上では独立番組として扱われていたものの、実質的には東京キッズクラブのワンコーナーとして扱われていた。2006年のトーマスくらぶより、東京キッズクラブとの内容面でのつながりは解消された。
「トーマスくらぶ」（2006-2007）
2006年4月から2007年9月28日まで放送された。内容は前述の2004年-2006年放送「きかんしゃトーマス」とほぼ同様で、第1シリーズから第7シリーズまでは、エピソード2話（第5シーズンまでは地上波放送順、第6、7シリーズは英国版放送順）と挿入歌1曲（尺の都合で途中カット）で編成されていた。第8シリーズ（ランダム放映）はエピソード1話と挿入歌2曲の編成で放送され、地上波放送に先行してオンエアされたエピソードも複数あった。第6シリーズは地上波放送版、DVD版と異なり16:9の画面比で放送されていた。

#### CS放送
「チルドレンタイム きかんしゃトーマス」（1999-2007）
「チルドレンタイム きかんしゃトーマス」の項目を参照。
カートゥーン ネットワーク「きかんしゃトーマス」（2009-）
2009年1月3日からレギュラー放送開始。開始当初の番組編成はエピソード2話で、放送尺は15分間。初期シリーズは、デジタルリマスター版ではなくオリジナルの映像で放送されている。また、2009年6月から2010年頃までは当時カートゥーン ネットワークで放送されていた海外の幼児向け番組放送枠「ぴぽらぺぽら」にて毎日1～2話ずつ放送されていた。何度か放送時間や尺が変更され、1時間枠で放送されていた時期もあった。一時期第8シリーズも放送されていたが2018年3月現在は放送が休止されている。2023年3月現在は平日朝8時からと週末朝6時50分からの25分枠で放送されている。

#### 独立局
「きかんしゃトーマス」（2009）
2009年7月〜9月の月曜日〜金曜日 7:00-7:15にtvkで第1シリーズから第4シリーズまで放送。

## 他メディアへの進出

### トーマスランド

#### 日本
山梨県富士吉田市の富士急ハイランド内にある、世界初のきかんしゃトーマスのミニテーマパーク。1998年にエリアの一部が開業、翌年にエリア拡大し、全面開業した。幼児向けの電動遊具を10基ほど設営する他、カフェやトーマス・グッズの売店などがある。2017年には新しく立体迷路がオープンした。美術設計はクラシックシリーズにて美術監督を務めたボブ・ゴールド・ガリアーズが手掛けた。

#### イギリス
- 2008年3月15日にイギリスの大型テーマパーク「Drayton Manor」内で開業した。（Thomas Land (Drayton Manor)）
- 園内には日本のトーマスランドに設置されている「トーマスとパーシーのわくわくライド」にロージーが追加されたものや、日本より走行距離が長い貨車のジェットコースターなど、日本とは異なるアトラクションが多数存在する。
- 2010年現在、テレビシリーズの撮影で使用されたグレートウォータートンのレイアウトが再現されており、レギュラー機関車やその他の仲間たちの模型が展示されている。

### トーマスタウン
2009年9月17日にららぽーと新三郷の中に屋内型テーマパーク『トーマスタウン 新三郷』がオープンした。パーク内には、メインのライド型遊具「トーマスシアタートレイン」があり、トンネルの中では3分程度の映像を見ることができる。ブレンダムレストランには、長編第3作で使用された大型のトーマス、パーシーの実物模型が展示されている。他にも、プレイエリアにブレンダムドック、トップハムハット卿のオフィス、ナップフォードマーケットなどの施設があり、広場のナップフォードスクエアでは日替わりでイベントが開催される。その後、2011年11月25日にはアリオ倉敷内に『トーマスタウンmini倉敷』（2014年10月17日にトーマスステーション倉敷に店名変更、2018年1月14日閉店）がオープンし、2014年10月1日にはららぽーと和泉に『トーマスステーション和泉』、2017年4月27日には札幌エスタに『トーマスステーション札幌』、2018年3月16日にはイオンモール宮崎に『トーマスステーション宮崎』、2018年4月27日にはモレラ岐阜に『トーマスステーション岐阜』をそれぞれオープンしている。

### 日本モンキーパーク
愛知県犬山市の日本モンキーパークには、2003年3月からきかんしゃトーマスを模した園内鉄道「トーマスとジェームスのハッピートレイン」があったが2009年1月12日をもって営業を終了した。

### CASA
ファミリーレストランのCASAは、2001年頃までトーマスを店のキャラクターとして採用していた。トーマスの名前がついたメニューや、利用時にもらえる塗り絵（また、『魔法の線路』公開時には、オリジナルの缶バッジやマフラーなどももらえた）、さらに、ポイントカード入会時に利用者（子どものみ）の誕生日を記入しておくと、誕生日の数日前に利用者の自宅にバースデーカードが届き、誕生日の当日に来店すると、トーマスを摸したバースデーケーキがもらえるなど、このようなサービスは非常に好調だった。しかし、2001年には、規模の縮小のため、トーマスを一切使用しなくなった。

## イベント

### きかんしゃトーマス ラッピング電車
主に富士山麓電気鉄道（2022年3月までは富士急行）、京阪電気鉄道が運行しているが、他社での運行実績もある。

#### 富士山麓電気鉄道
1998年の富士急ハイランドにおけるトーマスランド開園時から、5000形電車を使用した「トーマスランド号」が富士急行線大月駅 - 河口湖駅間で運行。2007年からは外装だけでなく内装も本作仕様にリニューアルされ、2019年まで運行された。2018年からは、6000系6502編成が「トーマスランド20周年記念号」として運行されている。
なお、グループ会社にあたる富士急バスが運行する中央高速バス富士五湖線に使用される車両にも、「トーマスランドエクスプレス」と呼ばれる専用車が2台在籍する。

#### 京阪電気鉄道
- 2006年7月29日から2007年1月21日まで京阪各線で運行。使用車両本線7200系7203F、宇治線・交野線10000系10003F、石山坂本線600形615+616
- 2007年7月21日から2008年1月下旬まで運行。使用車両本線7000系7002F、石山坂本線700形703+704
- 2008年7月19日より2009年1月頃まで運行。使用車両本線7200系7203F、石山坂本線600形619+620（京阪電気鉄道公式発表より抜粋 (PDF) ）
- 2009年7月より2010年7月4日まで運行。使用車両本線7000系7001F（K PRESS 2010年2月号 2009-2010年はひらかたパークできかんしゃトーマスのイベントを開催する関係上、期間を延長して運行）
- 2011年3月19日より2012年3月31日まで運行。使用車両宇治線・交野線10000系10001F、石山坂本線700形709-710（京阪電気鉄道公式発表より抜粋 (PDF) ）また同年5月14日から、土曜・休日ダイヤ運行日の10時から16時に始発駅を発車する列車では、トーマスの声優を務める比嘉久美子の録音による車内放送に変更されている。（京阪電気鉄道公式発表より抜粋 (PDF) ）
- 2013年3月2日より2014年3月23日まで運行。使用車両本線3000系3006F、交野線10000系10006Fと夏頃にもう1本、石山坂本線700形701-702。交野線10000系では車内装飾がされ、10時から16時に運用される列車では、トーマスの声優を務める比嘉久美子の録音による車内自動放送に変更される。また大津線では土曜・休日ダイヤ運行日の10時から16時に始発駅を発車する列車では、比嘉久美子の録音による車内放送に変更される。さらに10000系1本もキャラクターの投票により1位になったキャラクターがラッピングされる。（京阪電気鉄道公式発表より抜粋 (PDF) ）
- 2014年12月21日より2016年3月日まで運行。使用車両本線8000系8010F。
- 2015年4月15日より、「きかんしゃトーマス」をデザインしたICOCAを京阪線で発売。（京阪電気鉄道各駅（大津線除く）の券売機で発売。3万枚）[28]
- 2017年3月25日 - 2018年10月31日で交野線で運行。使用車両は10000系10004F。
- 2020年3月28日 - 2021年7月31日で交野線で運行。使用車両は10000系10003F。また、きかんしゃトーマス誕生75周年を記念して2020年12月31日（木）まで記念のHM（ヘッドマーク）を掲出していた。

##### 富士急行・京阪のコラボレーションイベント
上記2社はきかんしゃトーマスのラッピング電車を運行している共通点から、2013年には富士急行・京阪両社の共同企画として、以下のコラボレーションイベントが開催された。
- きかんしゃトーマスとなかまたちスタンプラリーの両社のエリアでの開催[29]
- 両社の車両をモチーフにしたきかんしゃトーマス号 エクスプレスBOXの販売[30]
- きかんしゃトーマス号ラッピング電車とフジサン特急・京阪特急などを収録した電車DVDの販売[31]

#### その他のラッピング電車
トーマスランドへのアクセスを担う富士急行の「トーマスランド号」、京阪のトーマス電車以外に、時限運行で下記のラッピング電車が運行された。2005年7月18日から2005年8月31日まで東京急行電鉄で運行、使用車両東横線9000系9013F。運行初日には、お台場でのミュージカル出演者から代表してトップハム・ハット卿が出発式に登場したが、混雑が激しいため列車への同乗は中止された。

### イベント用蒸気機関車

#### 大井川鐵道
英国で20年以上開催されている「Day out with Thomas」の日本版として、大井川鐵道では青色車体塗装を施したC11形227号機の前面にトーマスの顔を装着する「きかんしゃトーマス号」をイベント列車として定期的に運行している。初運行は2014年7月12日から10月13日まで行われた。本線用の蒸気機関車を使用した「きかんしゃトーマス号」は世界各地にも存在しているが、アジアエリアにおいては日本が初めての運行となった。イベント列車に先立つ2014年3月22日より千頭駅構内で静態保存している9600形49616号機に「ヒロ」の顔を施して展示された他、同4月26日より大井川鐵道が保有する近鉄16000系16003Fをトーマス号PRラッピング電車として運用開始させた。
ライセンス契約上では2016年まで有効となっているが2019年も運行が決定している。2015年6月7日からは「きかんしゃトーマス号」のほか新たに赤色車体塗装を施したC56形44号機による「きかんしゃジェームス号」も導入され、千頭駅構内の静態保存として「パーシー」（C12形208号機）が追加された。2016年も6月11日から運行され、「バスのバーティー」（赤色車体塗装の日野・ポンチョ）、「ラスティー」、「いたずら貨車」「いじわる貨車」が追加された。2018年6月には保線用自転車を改造したレール検測車「ウィンストン」を導入、2019年7月には新金谷車両整備工場に軌陸車フリンを導入。

### 舞台

#### ミュージカル きかんしゃトーマスとなかまたち
2005年夏、フジテレビお台場冒険王のアトラクションのひとつとして、イギリスから招聘した子どもミュージカル、7月16日から8月31日まで毎日2回公開。計47日間94公演、さらに追加公演で1日3回公演の日もあった。入場料は大人4000円、子供3000円。馬の曲芸興行用だった巨大な特設テントで、実際の車両の2/3くらいのトーマス・パーシー・ジェームスが、煙をだして舞台に設けられたレールを俳優たちを乗せて走り回り演技する。ゴードンはかなり大型のため舞台上の機関庫から顔を出してくるだけの出演。また、アニーとクララベルはトーマスやパーシーに引かれての出演となった。本場イギリスでの公開中には、アニー達の他に貨車が2両、ヘリコプターのハロルドは上空で飛んでいるように見せるために、ステージ上の天井に吊しただけの出演、さらに、レール以外の場所ではホイールローダーのジャックが出演していた。キャラクターの声はテレビシリーズと同じ配役（ただし、アニーとクララベルはセリフがない）。かつてブリット・オールクロフトが権利を所有していたギネスブックの2004年版に世界一大きな鉄道模型としてこのときのジェームスが選ばれている。ナレーションも森本レオで替わらず、俳優は日本人で日本語で演じられた。演出は、劇団青年座文芸部の伊藤大、脚本は上野火山、作詞は竜真知子、主な出演者は、児玉謙次、佐々木勝彦、小山田里奈、出光秀一郎、南谷朝子、福田賢二、もたい陽子、筒井巧、川先宏美、松川真也、らでほとんどが青年座からの客演。ダブルキャストが多い。最終公演の前日パーシー（の機械）が病気（故障）でその日の2回目公演が中止となっている。

#### きかんしゃトーマス ファミリーミュージカル 「ソドー島の夏まつり」
2009年7月16日から同年8月30日まで日本各地で公演された子どもミュージカル。2007年にイギリスで公演がスタートし、アメリカ・カナダ・オーストラリア・ニュージーランド・シンガポール・台湾・韓国でも公演された。2005年の公演ではお台場一箇所だったが、この公演では東京厚生年金会館、八王子市民会館、栃木県総合文化センター、長野市民会館、文京シビックホール、名古屋市公会堂、京都会館、新潟テルサ。昭和女子大学人見記念講堂など全国各地合計18会場72回の上演になった。内容はソドー島のおまつり「マジック・ランタン・フェスティバル」を前にしたある日、嵐で祭りの準備が台無しになったなか機関車たちが活躍するといったもので、トーマス、パーシー、ディーゼルが登場する。日本公演での主な出演者は、いいづか康彦、池田千絵、石井健三、神田恭兵、沓沢周一郎、福井小百合、舩山智香子、山合大輔ら、トーマスとパーシーの声はテレビシリーズと同じ配役で、ディーゼル及び貨車は配役不明。使用された挿入歌は「Good Morning!」※ミュージカル専用曲、「すばらしいソドーとう」、「Surprises」、「たのしいきかんしゃ」、「Sounds」、「それゆけナイトトレーン」、「きょうそうしようよ」、「Detemination」、「きかんしゃトーマスのテーマ2」、「やくにたつきかんしゃ」、「きかんしゃトーマスのテーマ」。フジテレビ時代に製作された曲のほとんどは元の歌詞をそのまま使用し、テーマ曲の「きかんしゃトーマスのテーマ2」、「それゆけナイトトレーン」は場面に合わせて歌詞が新しく作り直された。また、物語の中ではテレビシリーズのエピソードから発案されたシーンもあり、第5シーズン「パーシーとひつじ」同様パーシーが羊に出会ったり、第7シーズン「ソルティーとあらし」同様に灯台がつかなくなる場面もあった。機関車の模型は、2005年に公演されたミュージカル（前述）で登場したものより小型で線路を使用しないものになり、ステージ上を自由に走れるようになった。

#### きかんしゃトーマス ファミリーミュージカル「ソドー島のたからもの」
2014年から上演されている日本オリジナルの子どもミュージカル。日本人の見習い機関士ケンがトーマスと共に宝探しへ向かうストーリーで展開される。演出は藤森一朗、脚本、楽曲作詞は源井和仁が務める。キャストは公演によって異なる。2015年のツアーでは4万人を動員。2016年のツアーは、全国35箇所74公演を予定しており、東松山で通算100回目の公演を迎える。

#### キャラクターショー
2009年頃より全長1メートルほどの遠隔操作仕様によるトーマスとパーシーや着ぐるみ仕様の駅員などが登場するステージショーが全国各地で公演されており、日本が独自で制作したストーリーに合わせてキャラクターが動いたり歌うなどの演技を行う。音声は実際のテレビシリーズと同じキャストによるセリフや歌が使用される。

### その他のイベント

#### ギネス記録
2006年8月23日に、お台場のアクアシティとメディアージュでギネス世界記録に挑戦するイベントが行われた。トーマスの人気玩具「木製レールシリーズ」のレールを繋げてギネス世界記録に挑戦するイベントで、結果は2004年のドイツの記録（1241.8m）を上回る新記録（1650.14m）に達成した。参加者数は300人、司会はトップハム・ハット卿の服装をした山中秀樹、アシスタントはフジテレビアナウンサーの松尾翠。その後2011年には富士急行、ソニー・クリエイティブプロダクツ、タカラトミーが共同で「きかんしゃトーマスのなかま チームジャパン2011」を結成し、同年7月28日に富士急ハイランドにてプラレールのレールを繋げて世界最長記録に挑戦するイベントが行われた。司会はタレントの古坂大魔王が務め、結果2010年にオーストラリアで達成された記録(2014m)を207m上回る新記録2221.514mを達成した。イベント開催時の模様は後日テレビ東京系の子ども番組「おはスタ」にて放送された。

#### 原鉄道模型博物館
2015年より神奈川県横浜市の「原鉄道模型博物館」にてテレビシリーズの撮影で使用されたトーマス達の模型が定期的に運行されており、Instagramを使用したフォトキャンペーンも連動して実施される場合もあった。

### キャンペーンなど
2005年4月より関西鉄道協会に加盟する32社・局とJR西日本が鉄道の駅において助けを求める子供の保護などを目的とした「こども110番の駅」活動を発足し、このキャンペーンキャラクターにトーマスが採用された。その後日本民営鉄道協会協力のもと全国展開が行われ、2023年現在全国の鉄道駅にそのトーマスデザインのキャンペーンステッカーやポスターが貼られている。

## 影響

### 模倣
原作「汽車のえほん」の発表後にも英国内では模倣作品（絵本）が複数発行され、1970年代にはエルトン・ジョンが自らのレーベル「ロケット・レコード」のロゴに一時トーマスを模したキャラクターを使用していたこともあったが、テレビシリーズ化版である本作発表後には世界的に知名度を上げたことによりパロディ作品が増え、日本においてもフジテレビ系のバラエティ番組「笑う犬」において『機関車ナーマス』という題でパロディコーナーが放映された他、テレビアニメや漫画作品において本作のパロディが散見される。

### 他の映像メディアでの登場
作品の認知度が高いことからドラマや映画において題材の一部として本作の玩具などが使用される場合があり、日本国内でもフジテレビ系ドラマ「離婚弁護士」第3話（2004年4月29日放映）においてストーリー上主要な題材として本作の玩具や映像が使用された。また、2015年公開のマーベルスタジオ制作映画「アントマン」においてはトーマスの鉄道模型（詳細はきかんしゃトーマス関連商品のHOゲージの項を参照）がクライマックスの戦闘シーンで登場し、該当シーンが予告編に使用されるなど映画のアイコンの一部として使用された。

### 評価
米国NPO「コモン・センス・メディア」は高い教育性や保護者が安心して子どもに見せることができるコンテンツとしてポジティブな評価を付けているが、シリーズにおいては事故シーンなども含まれるため否定的な評価も存在する。また、英国の政治家などから、登場キャラクターの男性率の高さから性差別を唆している、といった批判がしばしば上がり、近年のシリーズ制作においてキャラクターのジェンダーバランスの調整が行われているのもこれらが要因の一部になっている可能性が考えられる。
日本国内では、玩具会社バンダイが毎年行う『お子さまの好きなキャラクターに関する意識調査』において、長年「好きなキャラクターランキング」の男女総合トップ10にランクインしており、2016年には第3位まで上った。
また、第4シリーズから第8シリーズの日本語版の企画を担当した小畑芳和は、本作は人間のコミュニケーションの中にある色々な要素を含んでおり、子供たちが感じ取っていくものが豊富にある事、ストーリーの展開の仕方も子供たちに合ったテンポで非常に見やすいことが作品の魅力であると語っている。同じくフジテレビ放送シリーズで演出を務めた菅野温夫は、子ども（少年）と同じように悪さをするトーマスははなから悪いわけではなく、悪い行いに対するしっぺ返しはあるが、その一方でキャラクターの行動を受け止める懐の深さが物語の背景にあると話す。
その他、脚本家、演出家の三谷幸喜は朝日新聞に連載しているコラム『三谷幸喜のありふれた生活』において本作同様、意志を持つ鉄道車両を題材とした作品『チャギントン』と本作を比較し、本作の機関車達は人間の役に立つことを常に考え、見返りとして人間たちに世話をしてもらう馬車馬に近い存在である一方、『チャギントン』は登場車両の自由度の高さや人間キャラクターの列車たちに対する遠慮がちな態度から『猿の惑星』における猿と人間のような関係であると語っている。また、トーマスたちの顔は先頭部分に貼りついたような形をしているが、『チャギントン』に出てくる列車たちは正面の窓の部分に目がついており、運転士たちが目玉の裏側を見るような形であることから、三谷は些細なことが気になる自らのような人間は本作ほど『チャギントン』にはのめりこめないだろうと述べている。